# Agapetes epacridea
Agapetes epacridea är en ljungväxtart som beskrevs av Airy Shaw. Agapetes epacridea ingår i släktet Agapetes och familjen ljungväxter. Inga underarter finns listade i Catalogue of Life.